# Anaňjiv
Anaňjiv (ukrajinsky Ананьїв, rusky Ананьев – Anaňjev) je město v Oděské oblasti na Ukrajině. K roku 2004 v něm žilo přes devět tisíc obyvatel.

## Poloha
Anaňjiv leží na břehu Tylihulu, přítoku Černého moře. Od Oděsy, správního střediska oblasti, je vzdálen přibližně 151 kilometrů severně.

## Dějiny
První zmínka je z roku 1753 pod jménem Anani. V roce 1834 dochází k úpravě jména k poctě biblického Ananiáše.
V letech 1924–1940 byl součástí Moldavské autonomní sovětské socialistické republiky, po jejím zrušení se stal součástí Ukrajinské sovětské socialistické republiky a také získal v roce 1941 status města.

### Rodáci
- Semjon Isaakovič Volfkovič (1896–1980), chemik
- Jefim Naumovič Ruchlis (1925–2006), šachista